# Хвостов, Вениамин Михайлович
Вениамин Михайлович Хвостов (1868—1920) — русский философ и социолог. Доктор римского права, ординарный профессор римского права Московского университета.

## Биография

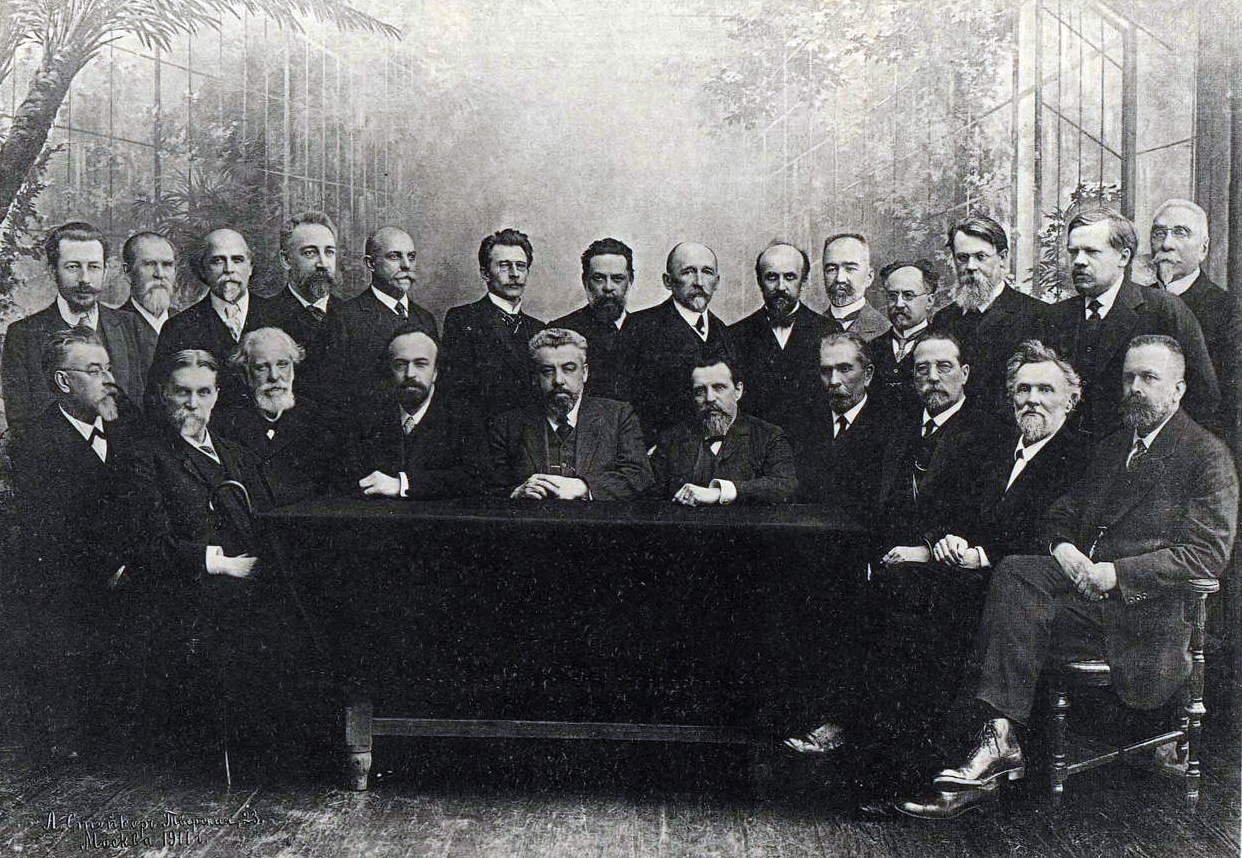
Профессора Московского университета (1911). Сидят: В. П. Сербский, К. А. Тимирязев, Н. А. Умов, П. А. Минаков, М. А. Мензбир, А. Б. Фохт, В. Д. Шервинский, В. К. Цераский, Е. Н. Трубецкой. Стоят: И. П. Алексинский, В. К. Рот, Н. Д. Зелинский, П. Н. Лебедев, А. А. Эйхенвальд, Г. Ф. Шершеневич, В. М. Хвостов, А. С. Алексеев, Ф. А. Рейн, Д. М. Петрушевский, Б. К. Млодзеевский, В. И. Вернадский, С. А. Чаплыгин, Н. В. Давыдов.

Сын учителя губернской гимназии, позднее — товарища прокурора в Симферопольском окружном суде. Старший брат историка античности М. М. Хвостова.
Окончил керченскую Александровскую гимназию с золотой медалью (1885) и юридический факультет Московского университета с дипломом 1-й степени (1889). Ученик профессора Н. П. Боголепова.
Был командирован за границу (1893—1895). Защитил магистерскую диссертацию «Опыт характеристики понятий aequitas и aequum jus в римской классической юриспруденции» (1895). Читал в университете курс по семейному и наследственному праву, римскому обязательственному праву (с 1895). Защитил диссертацию «Натуральные обязательства по римскому праву» на степень доктора римского права (1898).
Экстраординарный профессор (1899), ординарный профессор кафедры римского права (1901—1911). В начале 1911 года вместе с группой профессоров покинул Московский университет, в знак протеста против ограничения университетских свобод со стороны министра народного просвещения Л. А. Кассо («Дело Кассо»). Преподавал на Высших женских курсах и Московском народном университете им. А. Л. Шанявского. Сопредседатель Московского психологического общества, в 1910 году принял участие в организации научного института с отделением «социальной психологии», однако этот проект из-за начала войны в то время так и не был реализован. Обладая разносторонними интересами, В. М. Хвостов работал над вопросами философии истории, методологии обществоведения, этики, психологии, социологии.
Вернулся в Московский университет на должность профессора кафедры гражданского права и гражданского судопроизводства (1917—1918) юридического факультета Московского университета, профессор юридико-политического отделения факультета общественных наук (1919—1920). Получил звание заслуженного профессора.
Принадлежа по своим взглядам к левым либералам, конституционалистам, к революции как форме разрешения социальных противоречий В. М. Хвостов относился отрицательно. В 1917 году попытался создать в Москве первый в России научный институт социологического профиля — Институт социальной психологии, ставший в 1918—1920 гг. центром интеллектуального общения философов и обществоведов, включая П. Сорокина, Н. Бердяева, Б. Кистяковского, Р. Виппера, И. Покровского и других крупнейших мыслителей этого времени.
В последнее десятилетие жизни являлся последователем Э. Дюркгейма и Г. Зиммеля.
В состоянии глубокой депрессии, вызванной разрухой эпохи «военного коммунизма», в феврале 1920 года повесился, оставив, по свидетельству современника, записку: «Вот единственный способ избавиться от советской власти».
Дочь — Вера Вениаминовна Хвостова.

## Основные работы
- Натуральные обязательства по римскому праву. — М., 1898.
- Природа человеческого общества //Научное слово. 1903. № 9.
- Женщина накануне новой эпохи. — М.: П. Д. Путилова. 1905.
- Система римского права. — 3-е изд. — М.: Тип. Вильде.
  - I. Общая часть. — 1907. — [2], 204, [3] с.
  - II. Вещное право. — 1908. — [2], 125, [3] с.
  - IV. Семейное право; V. Наследственное право. — 1909. — [8], 147 с.
    - Хвостов В. М. Система римского права. — Москва: Издательство Юрайт, 2021. — 540 с. — (Антология мысли). — ISBN 978-5-534-10474-5.
- Общественное мнение и политические партии. М.: Т-во И. Д. Сытина. 1909.
- Этюды по современной этике. — М.: Т-во И. Д. Сытина. 1908.
- Нравственное мировоззрение Генрика Ибсена. — М., 1909.
- Предмет и метод социологии // Вопросы философии и психологии. 1909. кн. 99.
- Общая теория права. Элементарный очерк. // Карабасников Н. П. 1914. кн. 146.
- Социальный организм // Вопросы философии и психологии. 1909. кн. 100.
- Науки об общем и науки об индивидуальном // Вопросы философии и психологии. 1910, кн. 103.
- Теория исторического процесса. — М.: Тип. О. Л. Сомовой. 1910.
- Историческое мировоззрение В. О. Ключевского. М., 1910.
- Нравственная личность и общество. Очерки по этике и социологии. — М.: Н. Н. Клочков. 1911.
- Этика человеческого достоинства. Критика оптимизма и пессимизма. — М., 1912.
- О значении и задачах Научного института. — М., 1913.
- Этика Метерлинка. — М., 1913.
- Очерк истории этических учений, 1913
- Участие женщины в умственной культуре человечества — М., 1914.
- Женщина и человеческое достоинство. — М.: Изд. Ломана и Плетнева. 1914.
- Теория исторического процесса. — М., 1914.
- Классификация наук и место социологии в системе научного знания. // Вопросы философии и психологии. 1917. кн. 139—140.
- Социология. Исторический очерк учений об обществе. — М.: Москов. Научн. Ин-т, Т.1.
- Социальная связь. // Вопросы философии и психологии. 1918. кн. 141—142.
- Теория исторического процесса. — М., 1919.
- История римскаго права — М., 1919
- Психология кооператива. // Вестник промысловой кооперации. 1919. № 1.
- Основы социологии. Учение о закономерности общественных процессов. — М.: 5-я гос.тип., 1920.
- Основы социологии. Учение о закономерности общественных процессов. Элементарный очерк. — М., 1923.
- Очерки истории этических учений: Курс лекций — М., 2006.